# The Rolling Stones
The Rolling Stones és un grup de rock anglès format a Londres el 1962. Actius durant set dècades, són una de les bandes més populars i duradores de l'era del rock. A principis de la dècada de 1960, la banda va ser pionera en el so descarnat i rítmic que va arribar a definir el rock dur. La seva primera formació estable estava composta pel vocalista Mick Jagger, el multiinstrumentista Brian Jones, el guitarrista Keith Richards, el baixista Bill Wyman i el bateria Charlie Watts. Durant els primers anys, Jones va ser el líder principal de la banda. Després que Andrew Loog Oldham es convertís en mànager del grup el 1963, els va animar a escriure les seves pròpies cançons. Jagger i Richards es van convertir en els compositors i principals forces creatives de la banda, allunyant Jones, que va desenvolupar una addicció a les drogues que, el 1968, va interferir en la seva capacitat per contribuir de manera significativa.
Arrelats al blues i al rock and roll inicial, els Rolling Stones van començar tocant versions i van estar a l'avantguarda de la Invasió Britànica el 1964, arribant a identificar-se amb la contracultura juvenil i rebel dels anys seixanta. A continuació van aconseguir un major èxit amb el seu propi material, ja que "(I Can't Get No) Satisfaction" (1965), "Get Off of My Cloud" (1965) i "Paint It Black" (1966) es van convertir en èxits internacionals número u. Aftermath (1966), el seu primer àlbum totalment original, sol considerar-se el més important dels seus primers discos. El 1967, van tenir l'èxit de doble cara "Ruby Tuesday"/"Let's Spend the Night Together" i van experimentar amb el rock psicodèlic a Their Satanic Majesties Request. A finals dels 60, van tornar al seu so rock basat en el rhythm and blues, amb els exitosos senzills "Jumpin' Jack Flash" (1968) i "Honky Tonk Women" (1969), i els àlbums Beggars Banquet (1968), amb "Sympathy for the Devil" i "Street Fighting Man", i Let It Bleed (1969), amb "You Can't Always Get What You Want" i "Gimme Shelter".
Jones va deixar la banda poc abans de la seva mort el 1969, sent substituït pel guitarrista Mick Taylor. Aquell any es van presentar per primera vegada a l'escenari com The Greatest Rock and Roll Band in the World. Sticky Fingers (1971), que va incloure "Brown Sugar" i "Wild Horses" i el primer ús del logotip de la llengua i els llavis, va ser el primer dels seus vuit àlbums d'estudi consecutius número u als Estats Units. Exile on Main St. (1972), amb "Tumbling Dice", i Goats Head Soup (1973), amb "Angie", també van ser èxits de vendes. Taylor va abandonar la banda a finals de 1974 i va ser substituït per Ronnie Wood. La banda va llançar Some Girls el 1978, amb "Miss You", i Tattoo You el 1981, amb "Start Me Up". Steel Wheels (1989) va ser àmpliament considerat un àlbum de retorn i va ser seguit per Voodoo Lounge (1994). Ambdós llançaments es van promocionar amb grans gires per estadis i grans recintes, ja que els Stones van continuar sent una gran atracció de concerts; el 2007 havien registrat tres vegades la gira de concerts més taquillera de tots els temps, i en data tan recent com el 2021 van ser l'acte en directe amb més ingressos de l'any. Després de la marxa de Wyman el 1993, la banda va continuar com un nucli de quatre membres, amb Darryl Jones convertint-se en el seu baixista habitual, i després com un nucli de tres membres després de la mort de Watts el 2021, amb Steve Jordan convertint-se en la bateria habitual. El seu àlbum de 2016, Blue & Lonesome, es va convertir en el seu dotzè àlbum número 1 al Regne Unit.
Les vendes de discos dels Rolling Stones, estimades en 200 milions, els converteixen en un dels artistes musicals més venuts de tots els temps. La banda ha guanyat tres premis Grammy i un Grammy Lifetime Achievement Award. Van entrar al Saló de la Fama del Rock and Roll el 1989 i al Saló de la Fama de la Música del Regne Unit el 2004. La revista Billboard i Rolling Stone han classificat la banda com una de les millors de tots els temps.

## Història
El grup es va formar l'any 1962 quan encara anaven al col·legi i segueix en actiu. Els membres originals eren Mick Jagger, Keith Richards, Brian Jones i Ian Stewart al piano. El pianista va incorporar al bateria Charlie Watts. Posteriorment va entrar al grup el baixista Bill Wyman, ja que disposava d'un amplificador propi. Van fer la seva primera actuació en públic al Marquee Club de Londres el 12 de juliol de 1962. El 7 de juny de 1963 publicaren el seu primer disc, el single amb la cançó Come on, i el 15 d'abril de 1964 el primer llarga durada. Amb It's all over now aconseguiren el seu primer èxit de vendes, arribant al número u el 18 de juliol de 1964. El manager del grup, Andrew Loog Oldham, va decidir que Ian Stewart no donava la imatge pel grup i va decidir prescindir del pianista com a membre oficial. Stewart va continuar tocant per la banda i sent el primer road manager del grup. Va morir el 1985.
El seu estil musical va estar influït per la música nord-americana especialment el blues i el Rock and Roll que ells van fusionar en un so basat en dues guitarres rítmiques i prototip del Rhythmic and blues. Si haguèssim de triar un dels seus discs que reculli les influències de la música d'arrel nord-americana adaptat cap a un estil amb so i missatge propi, aquest seria el monumental disc doble Exile on Main Street, publicat el 1972. Fou gravat a la Villa Nellcôte a Vilafranca de Mar (Provença, França), al soterrani de la casa que havia llogat Keith Richards. Els Stones van haver de fugir d'Anglaterra per la pressió fiscal abusiva que els feia tributar praticamente el 100% del que guayaven. Aquest disc va ser la culminació de quatre discs que per molts dels seus seguidors defineixen l'època d'or de la banda. Els discs Beggars Banquet (1968), Let it Bleed (1969), Sticky Fingers (1971) i el ja citat Exile on Main Street (1972) són considerats àlbums clàssics on el grup es defineix musicalment i assoleix la seva maduresa.
El grup era d'una aparença visual i sonora més dura que la dels Beatles amb qui van rivalitzar musicalment encara que sempre han mantingut una bona relació personal. De fet, un dels primera èxits dels Stones va ser una cançó composta per Lennon - Mc Cartney. Es tracta de "I wanna be your man". Publicada com a segon single l'1 de novembre de 1963, la versió dels Rolling Stones va arribar al núm. 12 de les llistes britàniques.
La seva cançó més reconeixible del grup és (I can't get no) Satisfaction, que arribà al número u l'11 de setembre de 1965. Famosa pel "riff" de guitarra elèctrica inicial, ha esdevingut un patró d'introducció de moltes cançons. Keith Richards explica que va somiar el riff inicial. Es va despertar, el va gravar i se'n va tornar a dormir.
La dècada dels 70 va ser molt productiva pels Stones. És en aquesta dècada quan van gravar els seus millors àlbums. Des del ja mencionat Exile on main Street, passant del Black and blue amb filtreig jazzísitcs de cançons com Melody i amb la nova incorporación de Ron Wood substituint a Mick Taylor a la guitarra, fins al "discotequero" Some Girls que inclou himnes com Miss You gravat en plena efervescencia de la música disco. Els Stones van saber adaptar-se a la moda sense perdre la seva identitat.
Però els Rolling Stones son, sobretot, els reis dels concerts en directe. Durant els any 60 i els 70 van rodar constantment per tot el món fent honor al seu nom. Des dels petits clubs anglesos dels 60, passant per la conquesta dels Estats Units seguint el camí obert pels Beatles, fins a les gires eternes per Europa, Japó, Austràlia, Sud-amèrica i, sobretot, els Estats Units. En una època en què les pantalles gegants simplement no existien, Mick Jagger s'espavilava per a captar l'atenció de milers de fans durant les dues hores de concert. Segurament gràcies al fet que el seu pare havia sigut professor d'educació física, Jagger sempre ha mantingut un estar de forma envejable. Els excessos amb les drogues i la beguda els deixava per al seu col·lega Keith Richards.
La dècada dels 80 va començar amb la publicació de l'àlbum Tatto You amb les restes de les sessions de Some Girls i Emocional Rescue. Start me up va ser un èxit brutal i els va servir per començar la majoria de concerts de la gira americana i europea. L'àlbum Still Life gravat en directe las Estats Units, comença amb els acords de piano de Duke Ellington interpretant Take the A Train. La passió del jazz del batería Charlie Watts hi va tenir molt a veure. A l'acabar l'extenuant gira va esclatar el que Keth Richards defineix com "The third world war". Mick Jagger introdueix una clàusula al nou contracte multimilionari de la banda amb la CBS per la qual té dret a gravar tres discs en solitari. El primer disc és el mediocre She's the boss. Jagger s'allibera de la cotilla dels Rolling Stones i fantaseja amb competir en solitari amb Michael Jackson o la Madonna. Al concert benèfic Live Aid del 1985, Jagger actua al marge dels Stones fent un show amb Tina Tuner cantant It's only rock'nd roll. Per la seva banda Keith Richards i Ron Wood actuen al costat de Bob Dylan cantant Blowin in the Wind. Richards i Wood s'obliden de la lletra de l'himne de Dylan i el resultat és una de les actuacions més patètiques dels últims anys dalt d'un escenari. El grup sembla trencat. El 1986 publiquen l'àlbum Dirty Work en compliment del contracte amb la CBS. Les sessions de gravació son un infern. Jagger i Richards no coincideixen mai a l'estudi. El bateria Charlie Watts, fins aquell moment net com una patena, comença a tontejar amb la heroïna. Al videoclip de la cançó One hit to the body es pot veure claramente la tensió entre els dos amics.
Altres cançons conegudes són: Get off of My Cloud (1965), Paint It Black (1966), Let's Spend the Night Together (1967), Jumpin' Jack Flash (1968), Sympathy for the Devil (1968), Honky Tonk Women (1969), Gimme Shelter (1969), Brown Sugar (1971), Tumbling Dice (1972), Angie (1973), It's Only Rock N'Roll (1974), Miss You (1978), Beast of Burden (1978), Start Me up (1981) i Waiting on A Friend (1981).

## Membres
| - Mick Jagger veu principal i secundàries, harmònica, guitarra rítmica, percussió, teclats (1962–present) - Keith Richards veus secundàries i principal, guitarra rítmica, baix elèctric (1962–present) - Charlie Watts bateria, percussió, veus secundàries (1963–m. 2021) - Ronnie Wood guitarra rítmica, baix elèctric, veus secundàries (1975–present) - Chuck Leavell teclats, veus secundàries (1982–present) - Bernard Fowler veus secundàries, percussió (1989–present) - Matt Clifford teclats, French horn, integrador musical (1989–1990, 2012–present) - Darryl Jones baix elèctric (1993–present) - Tim Ries saxòfon, teclats (1999–present) - Karl Denson saxòfon (2014–present) - Sasha Allen veus secundàries, veus a "Gimme Shelter" (2016–present) - Brian Jones guitarra rítmica i principal, harmònica, teclats, sitar, percussió, veus secundàries (1962–1969; died 1969) - Ian Stewart teclats, piano (1962–1963; contract player 1964–1985; died 1985) - Mick Taylor guitarra principal, baix elèctric, veus secundàries (1969–1974; guest 1981, 2012–2014) - Bill Wyman baix elèctric, teclats, piano, veus secundàries (1962–1993; guest 2012) | - Dick Taylor baix elèctric (1962) - Ricky Fenson baix elèctric (1962–1963) - Colin Golding baix elèctric (1962–1963) - Mick Avory bateria (1962) - Tony Chapman bateria (1962–1963) - Carlo Little bateria (1962–1963; died 2005) - Jack Nitzsche piano, arrranjaments (1965–1971; died 2000) - Bobby Keys saxòfon (1969–1973; 1981–2014; died 2014) - Jim Price trompeta (1970–1973) - Lisa Fischer veus secundàries, veus a "Gimme Shelter" (1989–2015) - Billy Preston teclats, veus secundàries (1973–1977; died 2006) - Nicky Hopkins teclats (1971–1973; died 1994) - Ernie Watts saxòfon (1981) - Ian McLagan teclats (1978–1981; died 2014) - Blondie Chaplin guitarres addicionals, veus secundàries (1997–2007) - Ollie E. Brown percussió (1975–1976) |

## Discografia
1. | • The Rolling Stones (1964)                                                                                                                                                                                                                                                                                                                                                                                                                                                                                                                                                                                                                |
| --- |
| Cara 1 1. Route 66 (Bobby Troup): 2:20 2. I Just Want to Make Love to You (Willie Dixon): 2:17 3. Honest I Do (Jimmy Reed): 2:09 4. I Need You Baby (Mona) (Bo Diddley): 3:33. 5. Now I've Got a Witness (Like Uncle Phil and Uncle Gene) (Nanker Phelge): 2:29. 6. Little by Little (Nanker Phelge, Phil Spector): 2:39 Cara 2 1. I'm a King Bee (James Moore): 2:35 2. Carol (Chuck Berry): 2:33 3. Tell Me (You're Coming Back) (Mick Jagger, Keith Richard): 4:05 4. Can I Get a Witness (Brian Holland, Lamont Dozier, Eddie Holland): 2:55 5. You Can Make It if You Try (Ted Jarrett): 2:01 6. Walking the Dog (Rufus Thomas): 3:10 |
2. | • 12 x 5 (1964)                                                                                                                                                                                                                                                                                                                                                                                                                                                                                                                                                                                                                                                           |
| --- |
| 1. Around and Around (Chuck Berry) – 3:03 2. Confessin' the Blues (Jay McShann/Walter Brown) – 2:47 3. Empty Heart (Nanker Phelge) – 2:37 4. Time Is on My Side (Norman Meade) – 2:53 5. Good Times, Bad Times (Mick Jagger/Keith Richards) – 2:30 6. It's All Over Now (Bobby Womack/Shirley Jean Womack) – 3:26 7. 2120 South Michigan Avenue (Nanker Phelge) – 3:38 8. Under the Boardwalk (Arthur Resnick/Kenny Young) – 2:46 9. Congratulations (Mick Jagger/Keith Richards) – 2:29 10. Grown Up Wrong (Mick Jagger/Keith Richards) – 2:05 11. If You Need Me (Robert Bateman/Wilson Pickett) – 2:04 12. Susie Q (Eleanor Broadwater/Stan Lewis/Dale Hawkins) – 1:50 |
3. | • The Rolling Stones, Now! (1965)                                                                                                                                                                                                                                                                                                                                                                                                                                                                                                                                                                                                                                     |
| --- |
| 1. Everybody Needs Somebody to Love (Solomon Burke/Bert Russell/Jerry Wexler) – 2:58 2. Down Home Girl (Jerry Leiber/Arthur Butler) – 4:12 3. You Can't Catch Me (Chuck Berry) – 3:39 4. Heart of Stone (Mick Jagger/Keith Richards) – 2:49 5. What A Shame (Mick Jagger/Keith Richards) – 3:05 6. I Need You Baby (Mona) (Ellas McDaniel) – 3:35 7. Down The Road Apiece (Don Raye) – 2:55 8. Off the Hook (Mick Jagger/Keith Richards) – 2:34 9. Pain in My Heart (Naomi Neville) – 2:12 10. Oh Baby (We Got a Good Thing Goin') (Barbara Lynn Ozen) – 2:08 11. Little Red Rooster (Willie Dixon) – 3:05 12. Surprise, Surprise (Mick Jagger/Keith Richards) – 2:31 |
4. | • Out of our heads (1965)                                                                                                                                                                                                                                                                                                                                                                                                                                                                                                                                                                                                                                                                                                                                              |
| --- |
| Ordre en la versió pel Regne Unit: 1. She Said Yeah (Sonny Christy/Roddy Jackson): 1:34 2. Mercy, Mercy (Don Covay/Ronnie Miller): 2:45 3. Hitch Hike (Marvin Gaye/William Stevenson/Clarence Paul): 2:25 4. That's How Strong My Love Is (Roosevelt Jamison): 2:25 5. Good Times (Sam Cooke): 1:58 6. Gotta Get Away (Mick Jagger/Keith Richards): 2:06 7. Talkin' 'Bout You (Chuck Berry): 2:31 8. Cry To Me (Bert Russell): 3:09 9. Oh Baby (We Got A Good Thing Goin') (Barbara Lynn Ozen): 2:08 10. Heart Of Stone (Mick Jagger/Keith Richards): 2:50 11. The Under Assistant West Coast Promotion Man (Nanker Phelge): 3:07 - Va ser l'última canço que els Stones van firmar amb el pseudònim de Nanker Phelge. 12. I'm Free (Mick Jagger/Keith Richards): 2:24 |
5. | • December's Children (And Everybody's) (1965)                                                                                                                                                                                                                                                                                                                                                                                                                                                                              |
| --- |
| Cara 1 1. She Said Yeah (Sonny Christy/Roddy Jackson) – 1:34 2. Talkin' About You (Chuck Berry) – 2:31 3. You Better Move On (Arthur Alexander) – 2:39 4. Look What You've Done (McKinley Morganfield) – 2:16 5. The Singer Not the Song – 2:22 6. Route 66 (Bobby Troup) en vivo – 2:39 Cara 2 1. Get off of My Cloud – 2:55 2. I'm Free – 2:23 3. As Tears Go By (Mick Jagger/Keith Richards/Andrew Loog Oldham) – 2:45 4. Gotta Get Away – 2:07 5. Blue Turns to Grey – 2:29 6. I'm Moving On (Hank Snow) en vivo – 2:14 |

- | • Aftermath (1966)                                                                                                                                                                                                                                                                                                                                                                                                                                       |
| --- |
| Tots els temes van ser composts per Jagger/Richards. L'ordre és el mateix que en la versió pel Regne Unit: 1. Mother's Little Helper (2:45) 2. Stupid Girl (2:55) 3. Lady Jane (3:08) 4. Under My Thumb (3:41) 5. Doncha Bother Me (2:41) 6. Going Home (11:13) 7. Flight 505 (3:27) 8. High and Dry (3:08) 9. Out of Time (5:37) 10. It's Not Easy (2:56) 11. I Am Waiting (3:11) 12. Take It or Leave It (2:47) 13. Think (3:09) 14. What to Do (2:32) |

1. | • Between the buttons (1967)                                                                                                                                                                                                                                                                                                                                                                                                                                                     |
| --- |
| Tots els temes van ser escrits per Mick Jagger i Keith Richards. L'ordre és el mateix que en la versió pel Regne Unit: 1. Yesterday's Papers – 2:04 2. My Obsession – 3:17 3. Back Street Girl – 3:27 4. Connection – 2:08 5. She Smiled Sweetly – 2:44 6. Cool, Calm And Collected – 4:17 7. All Sold Out – 2:17 8. Please Go Home – 3:17 9. Who's Been Sleeping Here? – 3:55 10. Complicated – 3:15 11. Miss Amanda Jones – 2:47 12. Something Happened to Me Yesterday – 4:55 |
2. | • Flowers (1967)                                                                                                                                                                                                                                                                                                                                                                                                                                                                                               |
| --- |
| Tots els temes van ser escrits per Mick Jagger i Keith Richards, excepte els assenyalats. Cara 1: 1. Ruby Tuesday – 3:17 2. Have You Seen Your Mother, Baby, Standing in the Shadow? – 2:34 3. Let's Spend the Night Together – 3:36 4. Lady Jane – 3:08 5. Out of Time – 3:41 6. My Girl (Smokey Robinson/Ronald White) – 2:38 Cara 2 1. Back Street Girl – 3:26 2. Please Go Home – 3:17 3. Mother's Little Helper – 2:46 4. Take It or Leave It – 2:46 5. Ride On, Baby – 2:52 6. Sittin' On A Fence – 3:03 |
3. | • Their Satanic Majesties Request (1967)                                                                                                                                                                        |
| --- |
| 1. Sing This All Together 2. Citadel 3. In Another Land 4. 2000 Man 5. Sing This All Together (See What Happens) 6. She's a Rainbow 7. The Lantern 8. Gomper 9. 2000 Light Years from Home 10. On With the Show |
4. | • Beggar's banquet (1968)                                                                                                                                                                                                                                                   |
| --- |
| Cara A 1. Sympathy for the Devil (6:27) 2. No Expectations (4:02) 3. Dear Doctor (3:26) 4. Parachute Woman (2:23) 5. Jigsaw Puzzle (6:17) Cara B 1. Street Fighting Man (3:18) 2. Prodigal Son (2:55) 3. Stray Cat Blues 4. Factory Girl (2:12) 5. Salt of the Earth (4:51) |
5. | • Let it bleed (1969)                                                                                                                                                                                                                                                     |
| --- |
| Cara A 1. Gimme Shelter 2. Love In Vain (Robert Johnson) (4:22) 3. Honky Tonk Women (3:10) 4. Live With Me (3:36) 5. Let It Bleed (5:34) Cara B 1. Midnight Rambler (6:57) 2. You Got the Silver (2:54) 3. Monkey Man (4:15) 4. You Can't Always Get What You Want (7:30) |
6. | • Sticky fingers (1971)                                                                                                                                                                                                                                                                                                                                                                                                            |
| --- |
| Totes les cançons van ser compostes per Mick Jagger i Keith Richards, excepte les assenyalades: Cara A 1. Brown Sugar (3:50) 2. Sway (3:52) 3. Wild Horses (5:44) 4. Can't You Hear Me Knocking (7:15) 5. You Gotta Move(Fred McDowell/Reverend Gary Davis) (2:34) Cara B 1. Bitch (3:37) 2. I Got The Blues (3:54) 3. Sister Morphine (Jagger/Richards/Marianne Faithfull) (5:34) 4. Dead Flowers (4:05) 5. Moonlight Mile (5:56) |
7. | • Exile on Main Street (1972)                                                                                                                                                                                                                                                                                                                                                                                                                                                                                                                                                                                                                                   |
| --- |
| Totes les cançons van ser compostes per Mick Jagger i Keith Richards, excepte les assenyalades: Cara 1 1. Rocks Off – 4:32 2. Rip This Joint – 2:23 3. Shake Your Hips (Slim Harpo) – 2:59 4. Casino Boogie – 3:33 5. Tumbling Dice – 3:45 Cara 2 1. Sweet Virginia – 4:25 2. Torn and Frayed – 4:17 3. Sweet Black Angel – 2:54 4. Loving Cup – 4:23 Cara 3 1. Happy – 3:04 2. Turd on the Run – 2:37 3. Ventilator Blues (Jagger, Richards, Mick Taylor) – 3:24 4. I Just Want to See His Face – 2:52 5. Let It Loose – 5:17 Cara 4 1. All Down the Line – 3:49 2. Stop Breaking Down (Robert Johnson) – 4:34 3. Shine a Light – 4:14 4. Soul Survivor – 3:49 |
8. | • Goat's head soup (1973)                                                                                                                                                                                               |
| --- |
| 1. Dancing With Mr. D – 4:53 2. 100 Years Ago – 3:59 3. Coming Down Again – 5:54 4. Angie – 4:33 5. Silver Train – 4:27 6. Hide Your Love – 4:12 7. Winter – 5:31 8. Can You Hear The Music? – 5:31 9. Star Star – 4:25 |
9. | • It's only rock'n roll (1974)                                                                                                                                                                                                                                 |
| --- |
| 1. If You Can't Rock Me 2. Ain't Too Proud To Beg 3. It's Only Rock 'N Roll (but I Like It) 4. Till The Next Goodbye 5. Time Waits For No One 6. Luxury 7. Dance Little Sister 8. If You Really Want To Be My Friend 9. Short And Curlies 10. Fingerprint File |
10. | • Black and Blue (1976)                                                                                                                                                                                                                                                                |
| --- |
| Tots els temes van ser compostos per Mick Jagger i Keith Richards, excepte els indicats. 1. Hot Stuff – 5:20 2. Hand of Fate – 4:28 3. Cherry Oh Baby (Eric Donaldson) – 3:53 4. Memory Motel – 7:07 5. Hey Negrita – 4:58 6. Melody – 5:47 7. Fool To Cry – 5:04 8. Crazy Mama – 4:34 |
11. | • Some girls (1978)                                                                                                                                                                                                                                                                                                                                                                                       |
| --- |
| Tots els temes van ser compostos per Mick Jagger i Keith Richards, excepte els indicats. 1. Miss You – 4:48 2. When the Whip Comes Down – 4:20 3. Just My Imagination (Running Away with Me) (Norman Whitfield, Barrett Strong) – 4:38 4. Some Girls – 4:37 5. Lies – 3:12 6. Far Away Eyes – 4:24 7. Respectable – 3:07 8. Before They Make Me Run – 3:25 9. Beast of Burden – 4:25 10. Shattered – 3:47 |
12. | • Emotional Rescue (1980)                                                                                                                                                                                                                                                                                                                                                                            |
| --- |
| Tots els temes van ser compostos per Mick Jagger i Keith Richards, excepte els indicats. Cara 1 1. Dance (Pt. 1) (Mick Jagger/Keith Richards/Ronnie Wood) – 4:23 2. Summer Romance – 3:16 3. Send It to Me – 3:43 4. Let Me Go – 3:50 5. Indian Girl – 4:23 Cara 2 1. Where the Boys Go – 3:29 2. Down in the Hole – 3:58 3. Emotional Rescue – 5:39 4. She's So Cold – 4:14 5. All About You – 4:18 |
13. | • Tattoo you (1981)                                                                                                                                                                                                                                                                                                                                                                                            |
| --- |
| Tots els temes van ser compostos per Mick Jagger i Keith Richards, excepte els indicats. 1. Start Me Up: 3:32 2. Hang Fire: 2:21 3. Slave: 6:33 4. Little T&A: 3:23 5. Black Limousine (Mick Jagger/Keith Richards/Ron Wood): 3:31 6. Neighbours: 3:31 7. Worried About You: 5:17 8. Tops: 3:45 9. Heaven: 4:22 10. No Use in Crying (Mick Jagger/Keith Richards/Ron Wood): 3:25 11. Waiting on a Friend: 4:34 |
14. | • Under cover (1983)                                                                                                                                                                                                                                                                                                                                                                                       |
| --- |
| Tots els temes van ser compostos per Mick Jagger i Keith Richards, excepte els indicats. 1. Undercover of the Night – 4:32 2. She Was Hot – 4:41 3. Tie You Up (The Pain Of Love) – 4:16 4. Wanna Hold You – 3:52 5. Feel On Baby – 5:07 6. Too Much Blood – 6:14 7. Pretty Beat Up (Mick Jagger/Keith Richards/Ron Wood) – 4:04 8. Too Tough – 3:52 9. All The Way Down – 3:14 10. It Must Be Hell – 5:04 |
15. | • Dirty work (1986)                                                                                                                                                                                                                                                                                                                                                                                                                                                                                                                                                                                                                |
| --- |
| Todos los temas compuestos por Mick Jagger y Keith Richards, salvo donde se indique. 1. One Hit (to the Body) (Mick Jagger/Keith Richards/Ron Wood) – 4:44 2. Fight (Mick Jagger/Keith Richards/Ron Wood) – 3:09 3. Harlem Shuffle (Bob Relf/Ernest Nelson) – 3:24 4. Hold Back – 3:53 5. Too Rude (Lydon Roberts) – 3:11 6. Winning Ugly – 4:32 7. Back to Zero (Mick Jagger/Keith Richards/Chuck Leavell) – 4:00 8. Dirty Work (Mick Jagger/Keith Richards/Ron Wood) – 3:53 9. Had It with You (Mick Jagger/Keith Richards/Ron Wood) – 3:19 10. Sleep Tonight – 5:11 11. (Pista amagada) (Big Bill Broonzy/Charles Segar) – 0:33 |
16. | • Steel wheels (1989)                                                                                                                                                                                                                                                                                                                                                                                                                                            |
| --- |
| Tots els temes van ser compostos per Mick Jagger i Keith Richards, excepte els indicats. 1. Sad Sad Sad – 3:35 2. Mixed Emotions – 4:39 3. Terrifying – 4:53 4. Hold On To Your Hat – 3:32 5. Hearts For Sale – 4:40 6. Blinded By Love – 4:37 7. Rock and a Hard Place – 5:25 8. Can't Be Seen – 4:10 9. Almost Hear You Sigh (Mick Jagger/Keith Richards/Steve Jordan) – 4:37 10. Continental Drift – 5:14 11. Break The Spell – 3:07 12. Slipping Away – 4:30 |
17. | • Voodoo lounge (1994)                                                                                                                                                                                                                                                                                                                                                                                                                                                 |
| --- |
| Totes les cançons van ser compostes per Mick Jagger i Keith Richards. 1. Love Is Strong (3:50) 2. You Got Me Rocking (3:35) 3. Sparks Will Fly (3:16) 4. The Worst (2:24) 5. New Faces (2:52) 6. Moon Is Up (3:42) 7. Out of Tears (5:27) 8. I Go Wild (4:23) 9. Brand New Car (4:15) 10. Sweethearts Together (4:45) 11. Suck on the Jugular (4:28) 12. Blinded By Rainbows (4:33) 13. Baby Break It Down (4:09) 14. Thru and Thru (6:15) 15. Mean Disposition (4:09) |
18. | • Bridges to Babylon (1997)                                                                                                                                                                                                                                                                                                                                                                                                                                                                                                                             |
| --- |
| Totes les cançons van ser compostes per Mick Jagger i Keith Richards, excepte les assenyalades: 1. Flip The Switch (3:28) 2. Anybody Seen My Baby? (Mick Jagger/Keith Richards/k.d. lang/Ben Mink) (4:31) 3. Low Down (4:26) 4. Already Over Me (5:24) 5. Gunface (5:02) 6. You Don't Have To Mean It (3:43) 7. Out Of Control (4:43) 8. Saint of Me (5:15) 9. Might As Well Get Juiced (5:23) 10. Always Suffering (4:44) 11. Too Tight (3:33) 12. Thief In The Night (Mick Jagger/Keith Richards/Pierre de Beauport) (5:16) 13. How Can I Stop (6:54) |
19. | • A Bigger Bang (2005)                                                                                                                                                                                                                                                                                                                                                                                                                                                                                                             |
| --- |
| Totes les cançons van ser compostes per Mick Jagger i Keith Richards. 1. Rough Justice - 3:13 2. Let Me Down Slow - 4:15 3. It Won't Take Long - 3:54 4. Rain Fall Down - 4:54 5. Streets of Love - 5:10 6. Back of My Hand - 3:33 7. She Saw Me Coming - 3:12 8. Biggest Mistake - 4:06 9. This Place Is Empty - 3:17 10. Oh No, Not You Again - 3:47 11. Dangerous Beauty - 3:48 12. Laugh, I Nearly Died - 4:54 13. Sweet Neo Con - 4:34 14. Look What the Cat Dragged Inv - 3:58 15. Driving Too Fast - 3:57 16. Infamy - 3:48 |

- Blues & Lonesome (2016)[26]
- Hackney Diamonds (2023)

## Gires
| Any         | Gira de concerts que The Rolling Stones ha realitzat                                 |
| ----------- | ------------------------------------------------------------------------------------ |
| 1963        | British Tour (com a teloners)                                                        |
| 1964        | 4 British tours, 2 US tours, un concert a Europa (Holanda)                           |
| 1965        | 1 Far East tour, 4 tours europeus, 3 British tours, 2 North American tours           |
| 1966        | Tours por Australia i Nova Zelanda, European Tour, North American Tour, British Tour |
| 1967        | European Tour                                                                        |
| 1969        | American Tour 1969                                                                   |
| 1970        | European Tour 1970                                                                   |
| 1971        | UK Tour 1971 (també conegut com The Goodbye Britain Tour)                            |
| 1972        | American Tour 1972 (també conegut com S.T.P. Tour)                                   |
| 1973        | Pacific Tour 1973                                                                    |
| 1973        | European Tour 1973                                                                   |
| 1975        | Tour de les Amèriques '75                                                            |
| 1976        | Tour of Europe '76                                                                   |
| 1978        | US Some Girls Tour 1978                                                              |
| 1981        | Tattoo You American Tour 1981                                                        |
| 1982        | European Tour 1982                                                                   |
| 1989 / 1990 | Steel Wheels/Urban Jungle Tour                                                       |
| 1994 / 1995 | Voodoo Lounge Tour                                                                   |
| 1997 / 1998 | Bridges To Babylon Tour Nord-amèrica i Europa                                        |
| 1999        | No Security Tour i Bridges To Babylon Tour per Europa                                |
| 2002 / 2003 | Licks Tour                                                                           |
| 2005-2007   | A Bigger Bang Tour                                                                   |
| 2012-2013   | 50 and Counting Tour Estats Units, canadà Regne Unit                                 |
| 2014        | 14 On Fire Tour Austràlia i Nova Zelanda                                             |
| 2015        | Zip Code - Estats Units                                                              |
| 2016        | Olé Tour - Sud America                                                               |
| 2016        | Estats Units mini Tour                                                               |
| 2017        | No filter - Europa                                                                   |
| 2018        | No filter - Irlanda, Regne Unit, Europa                                              |

## Videografia
- Crossfire Hurricane - (DVD) dirigida per Brett Morgen
- Shine a Light - (DVD) 2008 dirigida per Martin Scorsese
- The Biggest Bang - (DVD) 2007
- Performance - (VHS) 1995, (DVD) 2007
- The Stones in the Park - 2006 - Hyde Park aquest parc ha estay el centre de molts concerts de rock de Londres.
- Rock and Roll Circus - (VHS) 1996, (DVD) 2004
- Four Flicks - (DVD) 2003
- Gimme Shelter - (VHS) 1992 per la companyia Abkco, (VHS, DVD) 2000 per la companyia Homevision
- Live at the Max - (VHS) 1995, (DVD) 1999
- Bridges to Babylon - (VHS), (DVD) 1998
- Voodoo Lounge - (VHS) 1995, (DVD) 1998
- Sympathy for the Devil - (VHS) 1994, (DVD) 2003
- Ladies and Gentleman: The Rolling Stones - (VHS) 1974
- 25 X 5: The Continuing Adventures of the Rolling Stones - (VHS) 1989
- Video Rewind - (VHS) 1988
- Let's Spend the Night Together - (VHS) 1982
- Cocksucker Blues - (VHS) 1972
- Stones in the Park - (VHS) 1969
- One Plus One (també titulat Sympathy for the Devil), pel·lícula de Jean-Luc Godard - (VHS) 1968

## Guardons
Premis
- 1986: Grammy a la carrera artística
- 1995: Grammy al millor àlbum de rock

Nominacions
- 1979: Grammy a l'àlbum de l'any
- 1998: Grammy al millor àlbum de rock
- 2006: Grammy al millor àlbum de rock